# St. Andreas (Kalchreuth)

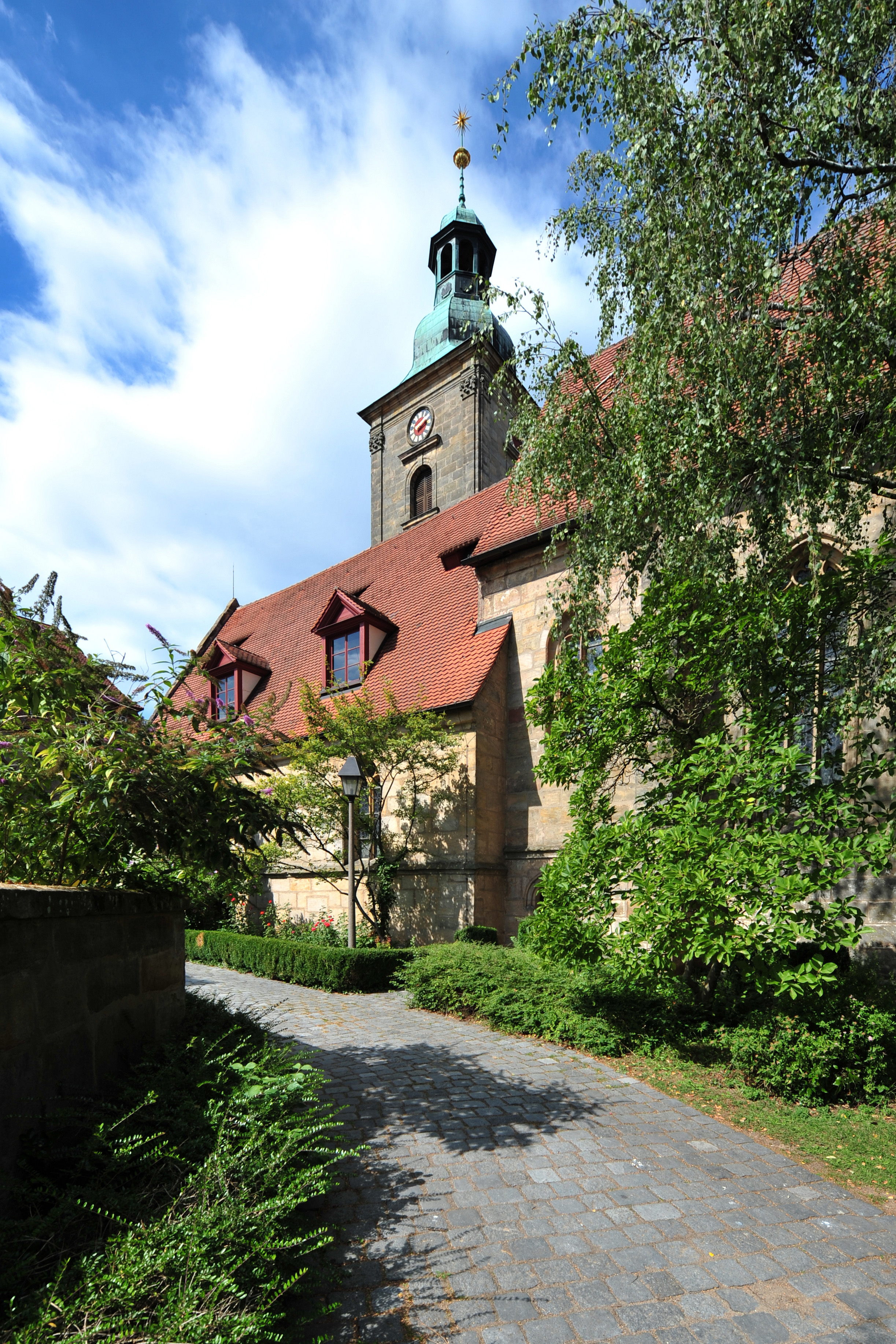
St. Andreas (Kalchreuth)

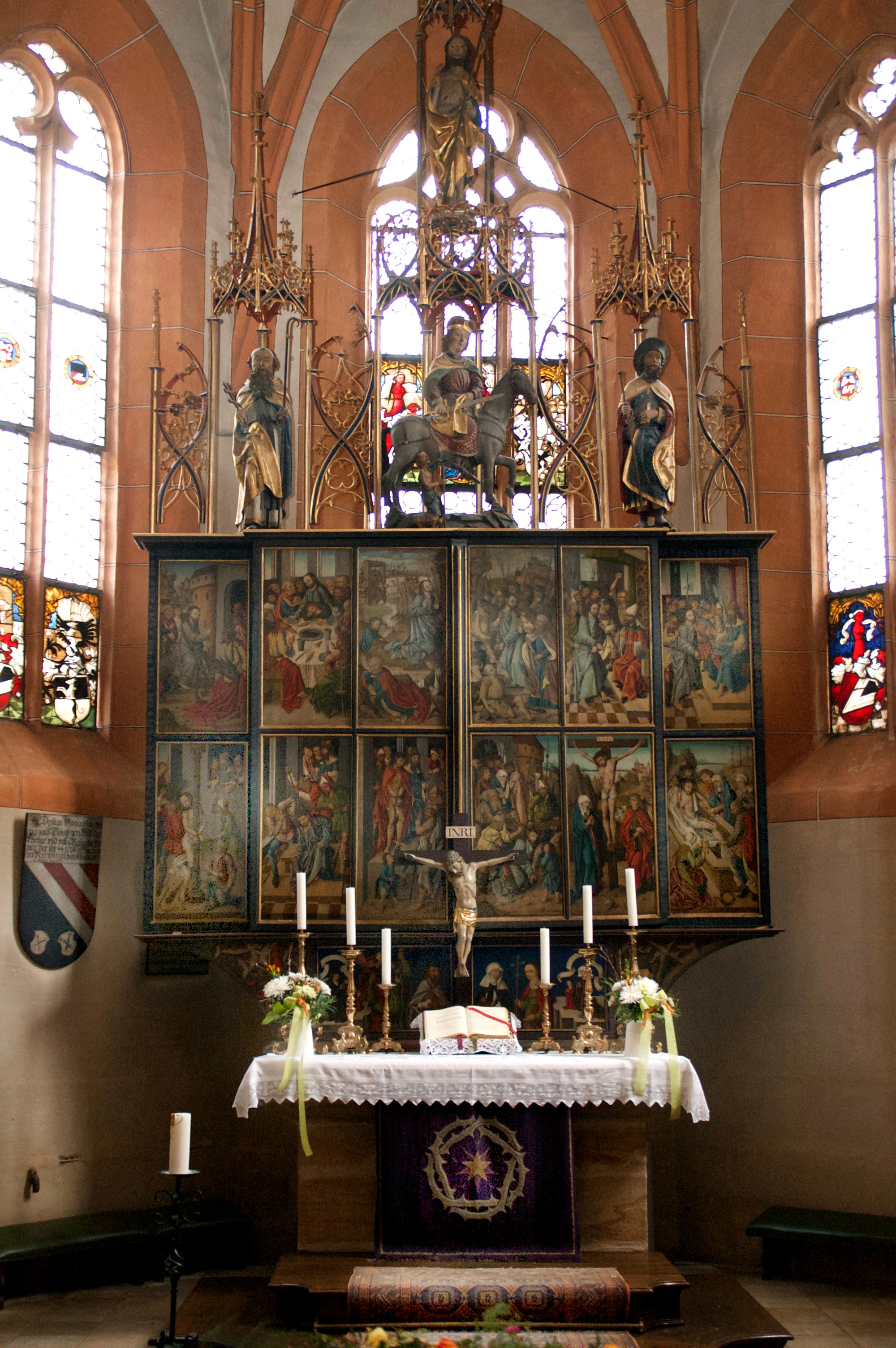
Innenansicht des Chores

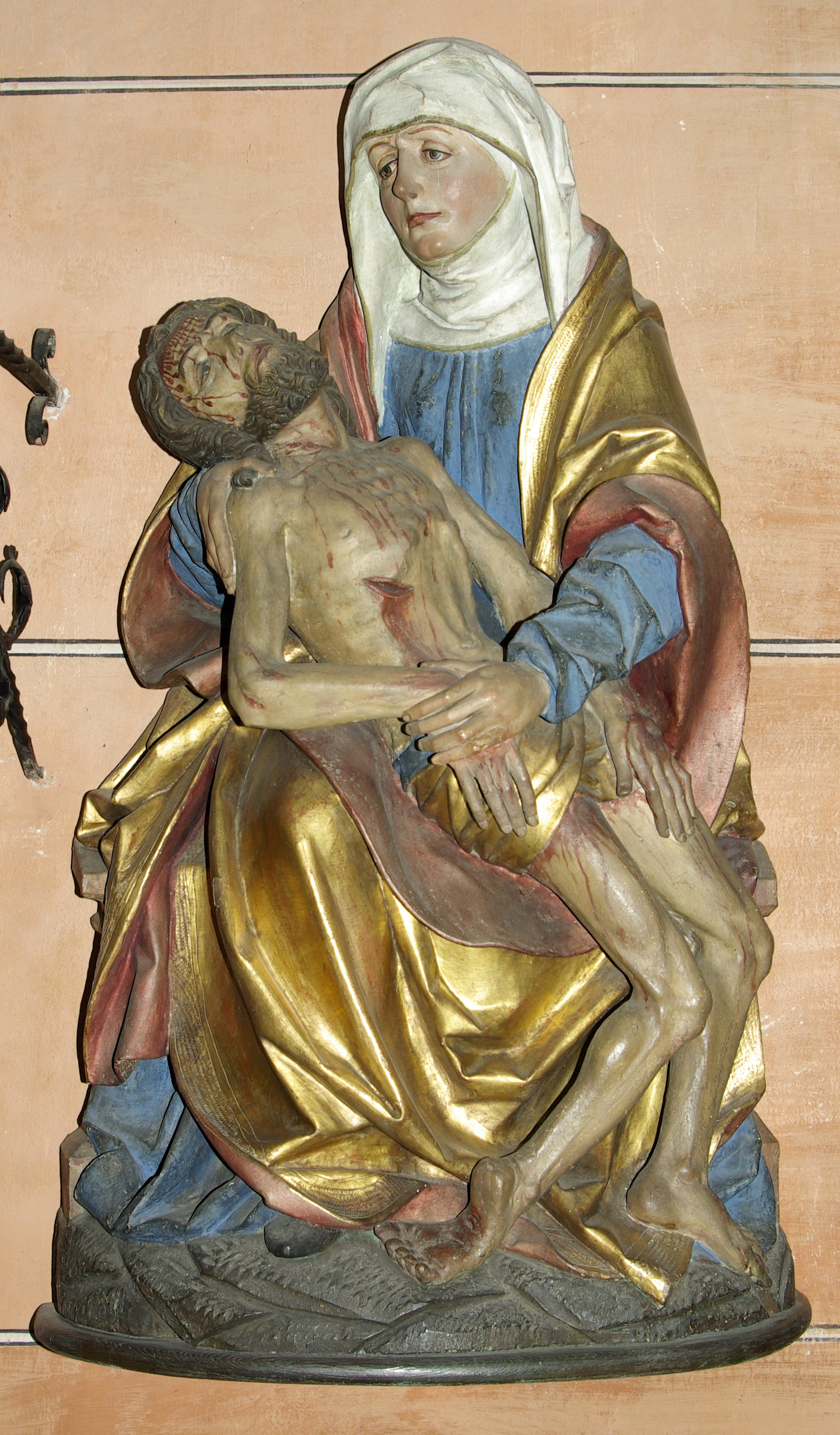
Pietà

Die evangelische Kirche St. Andreas ist eine gotische Saalkirche in Kalchreuth im Landkreis Erlangen-Höchstadt in Mittelfranken. Sie gehört zur Evangelischen Kirchengemeinde Kalchreuth in der Evangelisch-Lutherischen Landeskirche in Bayern.

## Geschichte und Architektur
Die Kirche ist seit dem Jahr 1390 erstmals bezeugt und wird 1502 als Gnadenort genannt. Das Langhaus wurde 1471, der Chor 1494 und der Turm erst 1788/1789 errichtet. Bei einer Renovierung im Jahr 1979 wurde der Langhausboden angehoben. Das Äußere ist durch Anbauten im Norden einschließlich des barocken Kirchturms gekennzeichnet, am Chor sind Strebepfeiler angebracht. Der eingezogene dreiseitig geschlossene Chor ist mit einem Netzrippengewölbe versehen, das Langhaus mit einem hölzernen Spiegelgewölbe und hölzernen Doppelemporen. 

## Ausstattung
Die Ausstattung ist in einzigartiger Vollständigkeit erhalten. Der künstlerisch wertvolle Hochaltar ist eine angeblich 1498 gestiftete, umfangreiche Arbeit der Wohlgemuth-Werkstatt. Er zeigt im Schrein vollplastische Figuren der Madonna mit den Heiligen Andreas, Wolfgang, Petrus und Ursula unter Baldachinen mit Rankenwerk. Die Innenflügel zeigen Reliefs mit Szenen aus dem Marienleben, die Außen- und Standflügel zwölf gefasste Passionsdarstellungen. Im hohen Gesprenge ist über den Heiligen Magnus, Martin und Jakobus dem Älteren der Auferstandene zu sehen, in der Predella Apostelfiguren, Kirchenväter, Heilige und Stifter. Die Holzschnitzarbeiten werden der Werkstatt von Veit Stoß zugeschrieben. 
Der linke Seitenaltar, der Maria-Selbdritt-Altar, ist ein Flügelaltar aus einer Nürnberger Werkstatt aus dem Jahr 1561 und wird dem Meister des Martha-Altars zugeschrieben. Die Gemälde sind in der Art Wolf Trauts gestaltet.
Zu den Holzfiguren gehören eine Muttergottes des ausgehenden 15. Jahrhunderts, eine Pietà aus den Jahren 1495–1500 und ein heiliger Jakobus der Ältere aus den Jahren 1510–1520. Von besonderer Bedeutung sind auch die Tonfiguren der sitzenden zwölf Apostel aus den Jahren 1380–1390, die möglicherweise aus einer niederbayerischen Werkstatt stammen.
Das ungewöhnlich reich gestaltete Sakramentshaus wurde 1498 gestiftet und stammt aus der Werkstatt Adam Krafts, ohne dessen Sakramentshaus von St. Lorenz in Nürnberg dieses Werk nicht vorstellbar ist. Die reich gestaltete Kanzel ist ein Werk aus dem Jahr 1693. Ein Gemälde vom ehemaligen südlichen Seitenaltar von Nürnberger Herkunft stammt möglicherweise aus der Werkstatt von Pleydenwurff dem Jüngeren aus der Zeit um 1490/1500 und stellt Heilige dar. Ein weiteres Bild vom Ende des 15. Jahrhunderts zeigt eine Darstellung des Marientods mit kniender Stifterfamilie. Ein flandrischer Teppich aus der Zeit um 1470–1480 zeigt die Muttergottes. Ein friesartiger Wandbehang aus der zweiten Hälfte des 15. Jahrhunderts ist mit gestickten Darstellungen aus dem Alten Testament gestaltet. Zahlreiche Kabinettscheiben, zumeist mit Wappendarstellungen, werden mit Veit Hirschvogel dem Älteren in Zusammenhang gebracht. Weiter sind mehrere Totenschilde des 16./17. Jahrhunderts erhalten.
Die Orgel ist ein Werk der Firma G. F. Steinmeyer & Co. aus dem Jahr 1907 mit 11 Registern auf zwei Manualen und Pedal.